# Servidor virtual
Se conoce como servidor virtual a una partición dentro de un servidor que habilita varias máquinas virtuales dentro de dicha máquina por medio de varias tecnologías.
Los servidores dedicados virtuales (SDV) usan una tecnología de virtualización que le permite proveer acceso root y la capacidad de reiniciarlo cuando desee, igual que un servidor dedicado. Con la posibilidad de instalar sus propias aplicaciones y controlar completamente la configuración de su servidor, los SDV representan una alternativa económica y eficiente para aquellos que desean disfrutar los beneficios de un servidor dedicado pero aún no poseen el presupuesto para hacerlo.
Cada SDV tiene asignado un límite del uso de la CPU y la memoria RAM (entre otros) que es dedicado sólo el de dentro del servidor. Así, cada uno de los SDV funcionan independientemente dentro del mismo servidor físico; es decir que actúan como jaulas dentro de un mismo equipo. Por ejemplo, si uno de ellos está mal administrado y trabaja en forma sobrecargada, no afectará el funcionamiento del resto.
En cambio, en un hosting compartido (tanto reseller como individual) los recursos del servidor se comparten entre todas las cuentas de «hosting» que haya en él, y, si hay un problema de sobrecarga —quizás generado por el uso abusivo de un solo dominio—, el rendimiento del «hosting» se verá sobrecargado en todo el equipo; es decir, en todas sus cuentas.
Se conoce como servidor élite en entorno clúster (SPEC) a una solución especialmente dirigida al sector profesional —y, en algún caso, al cliente final—, que permite gestionar virtualmente un servidor y optimizar recursos gracias a la utilización de una potente infraestructura redundada, clusterizada y con posibilidad de montar VPN. Permite configurar sistemas o aplicaciones, soportar cualquier tipo de servicio y determinar como desarrollarlo y definirlo. 
Si necesita alojar múltiples sitios web, un servidor virtual privado (VPS) es la opción más económica. Puede alojar numerosos sitios web en un VPS sin los gastos derivados de tener que adquirir su propio servidor físico independiente.